# اچ‌ام‌اس گلدفینچ (۱۸۸۹)
اچ‌ام‌اس گلدفینچ (۱۸۸۹) (به انگلیسی: HMS Goldfinch (1889)) یک کشتی بود که طول آن ۱۶۵ فوت (۵۰ متر) بود. این کشتی در سال ۱۸۸۹ ساخته شد.